# Татаренко, Анатолий Юрьевич
Анато́лий Ю́рьевич Тата́ренко (род. 7 марта 1973, Ишимбай) — советский российский шашист. Мастер спорта России. Специализируется в международных шашках.
FMJD-Id: 10859

## Спортивная биография
Воспитанник ИСДСЮШОР.
В составе команды средней школы № 2 г. Ишимбая — победитель всероссийских и призёр всесоюзных соревнований на приз клуба ЦК ВЛКСМ «Чудо-шашки» (состав команды: Анатолий Татаренко, Дмитрий Фролов, Ольга Кувайцева, Ольга Титова). В 1990 году выиграл личное первенство РС ВДФСО профсоюзов по международным шашкам среди юношей.
Участник Чемпионатов России, Европы, Кубка мира, полуфинала чемпионата мира по блицу 2011 и других крупных международных турниров — Салоу Опен 2007, Ишимбай 1997, Башкортостан Опен 2007, 2003.
Выступал за клуб «Ишимбай», БРГИ (Уфа).